# أليس باربر ستيفنز
أليس باربر ستيفنز (بالإنجليزية: Alice Barber Stephens) هي مصممة مطبوعات ورسامة توضيحية ورسامة أمريكية، ولدت في 1 يوليو 1858 في سالم في الولايات المتحدة، وتوفيت في 13 يوليو 1932 في روز فالي في الولايات المتحدة.

## وصلات خارجية
- أليس باربر ستيفنز على موقع الموسوعة البريطانية (الإنجليزية)